# 電池健康狀態
電池健康狀態（State of health，簡稱SoH）是电池（或電池組）的性能指標，是其狀態相較於電池理想狀態的比較。SoH的單位是百分比（100%表示電池狀態和其規格相符）。例如，新電池的容量和電池規格中的標稱容量相同，此時的SoH為100%。在電池使用過程中，其健康狀態、容量以及其他參數都會慢慢下降，一直到電池壽命終了（SoH = ~70-80%）為止。因此會定期的將這些不穩定、不可靠的電池更換為正常的電池。 
一般來說，電池的健康狀態在出廠時為100%，之後就隨著時間以及使用次數而下降。不過，電池在出廠時的性能也不一定符合其規格，此時出廠的健康狀態就會低於100%。在电动载具的領域，會影響電池健康狀態的主要因素有駕駛習慣、駕駛者是否易怒、氣候、車廂熱動態以及基礎設施，其中又以駕駛習慣和氣候為最主要因素。

## 健康狀態評估
- 電池供電設備開始使用時，電池管理系統會評估其管理電池的健康狀態，並且回報其他系統。
- 之後，視電池使用的應用場合決定閾值，再將電池健康狀態和閾值比較，以評估此電池的適用程度[4]

在瞭解特定電池的健康狀態以及特定應用的閾值後：
- 可以確認此特定電池是否適用於該特定應用
- 估計此電池可以使用的期間

### 參數
電池的健康狀態沒有對應特定的電池物理量。目前在產業界也沒有如何確認電池健康狀態的共識。電池管理系統的設計者可能會參考以下的一個或多個參數，來推導電池健康狀態。
- 內部電阻/阻抗/電導
- 容量
- 電壓[5]
- 自放電
- 接受電荷的能力
- 充放電次數
- 電池壽命
- 電池以往使用的溫度
- 充電總能量以及放電總能量

此外，電池管理系統的設計者也可能會定義各參數在電池健康狀態中的加權，實際的健康狀態定義有可能是商業機密。

## 健康狀態閾值
如之前所述，健康狀態的評估方式會隨電池管理系統而不同。而特定應用可以接受的健康狀態閾值也會因應用而不同。可能某應用可以接受健康狀態50%以上的電池，另一個較關鍵的應用只能接受健康狀態90%以上的電池 。
一般來說，初次使用在電動載具或是電動設備的電池，健康狀態會限制在70-80%，這會和供電電壓的瞬間下降有關，也和所連接的電氣設備是否可以正常工作有關。

## 外部連結
- State of Health (SOH) Determination （页面存档备份，存于）
- Fuzzy logic estimation of SOH of 125Ah VRLA batteries （页面存档备份，存于）
- Impedance Data and State of Health （页面存档备份，存于）